# René Sintès
Cet article concerne un peintre français. Pour le footballeur français, voir René Sintès (football).
René Sintès est un peintre français né le 25 janvier 1933 à Alger et porté disparu à El Biar le 25 mai 1962.
Son œuvre est essentiellement non figurative et se situe entre 1950 et 1962, dans le contexte de la guerre d'Algérie.

## Biographie
René Georges Sintès naît de père français algérois, employé militaire d'origine espagnole (Minorque), et de mère berbère, née à Molière dans l'Ouarsenis (aujourd'hui Bordj Bou Naama), élevée en tant qu'orpheline dans un couvent des Sœurs Blanches.
Après le lycée  à Alger, René Sintès fait ses études d'instituteur à l’École normale d'instituteurs de Bouzareah (ENIB) à Alger dans la promotion 1949-1953. Il est élève de Jean-Aimé-Roger Durand, connu comme le « peintre philosophe » dans le cercle des artistes algérois. « Cette amitié, plus qu'une influence, lui apporte la confiance, les échanges et les critiques nécessaires pour lui faire prendre conscience de sa création ». Dès ses premières années d'étudiant à cette école, il développe ses approches artistiques, prend part au théâtre du Centre régional d'art dramatique avec Henri Cordreaux, fréquente quelque temps le  Cercle Lélian où il rencontre le poète Jean Sénac tout en affirmant  sa vocation de peintre dès 1950, avec ses premières gouaches faites sur chevalet au port d'Alger et sur les rivages longeant la route de Tipasa.
Il rencontre l'éditeur et galeriste Edmond Charlot à la librairie Rivages en 1952, et plus tard le peintre et architecte Jean de Maisonseul et sa femme Mireille, couple phare dans le cercle d'artistes algérois qui, avec Edmond Charlot, révèlent les jeunes talents et animent la vie artistique à Alger.
En 1952, il effectue son premier voyage en France métropolitaine pour un stage au Centre régional d'art dramatique à Paris où il séjourne l'été, prenant part à une tournée théâtrale, puis en décembre 1952 où il exécute quelques toiles sur les bords de la Seine. Il entreprend d'autres voyages d'été dans le sud de la France en 1955 et 1958, où il peint les paysages de l'arrière-pays vençois et aixois. Démobilisé en 1955, il devient professeur de dessin pour enfants handicapés à l'Institut Joseph Anglade d'El Biar sur les hauteurs d'Alger. En décembre 1955, il épouse Evelyne Chauvin, originaire d'Antibes, attachée de presse au Centre culturel américain à Alger. De cette union naîtra leur fille en 1957.

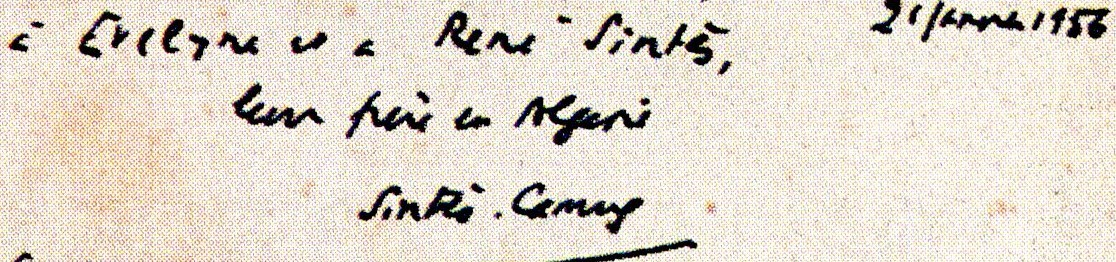
Dédicace d'Albert Camus, 1956.

En janvier 1956, Albert Camus tient sa dernière conférence à Alger où il prononce le discours de L'Appel pour une Trêve Civile. Le cercle des premiers libéraux d'Algérie lui apporte son soutien : l'écrivain Emmanuel Roblès, Edmond Charlot, Jean de Maisonseul, Charles Poncet, René Sintès et Évelyne Chauvin, assistante d'Albert Camus à Alger.
La conférence a lieu dans une atmosphère survoltée entre la foule de partisans libéraux et les opposants ultras maintenus à distance, après les menaces de mort proférées à l'encontre de Camus et du groupe des libéraux,. La veille de son discours dont il a confié la mise en page à Évelyne Chauvin, Camus en dédicace le manuscrit « à Évelyne et René Sintès », signant « Sintès-Camus leur frère en Algérie, ».
Dans les cercles d'amis autour des libéraux d'Algérie, Sintès est proche du mouvement indépendantiste avec Amar Ouzegane, Mohamed Lebjaoui et Boualem Moussaoui. Il est lié de même aux peintres algériens Louis Bénisti, Hacène Benaboura et Mohamed Bouzid. Il est amené à connaître dans son travail d'enseignant l'écrivain pacifiste Mouloud Feraoun, lui-même enseignant et inspecteur aux centres sociaux de Château-Royal, dans la mission des Centres sociaux éducatifs (CSE) en Algérie, dirigée par Germaine Tillion.
Alors que sa peinture se fait l'expression de l'absurdité du contexte historique, les attentats contre les libéraux se multiplient. René Sintès disparaît en mai 1962, deux mois avant l'indépendance de l'Algérie, enlevé à son domicile d'El Biar par un commando de l'OAS,.

## Carrière artistique

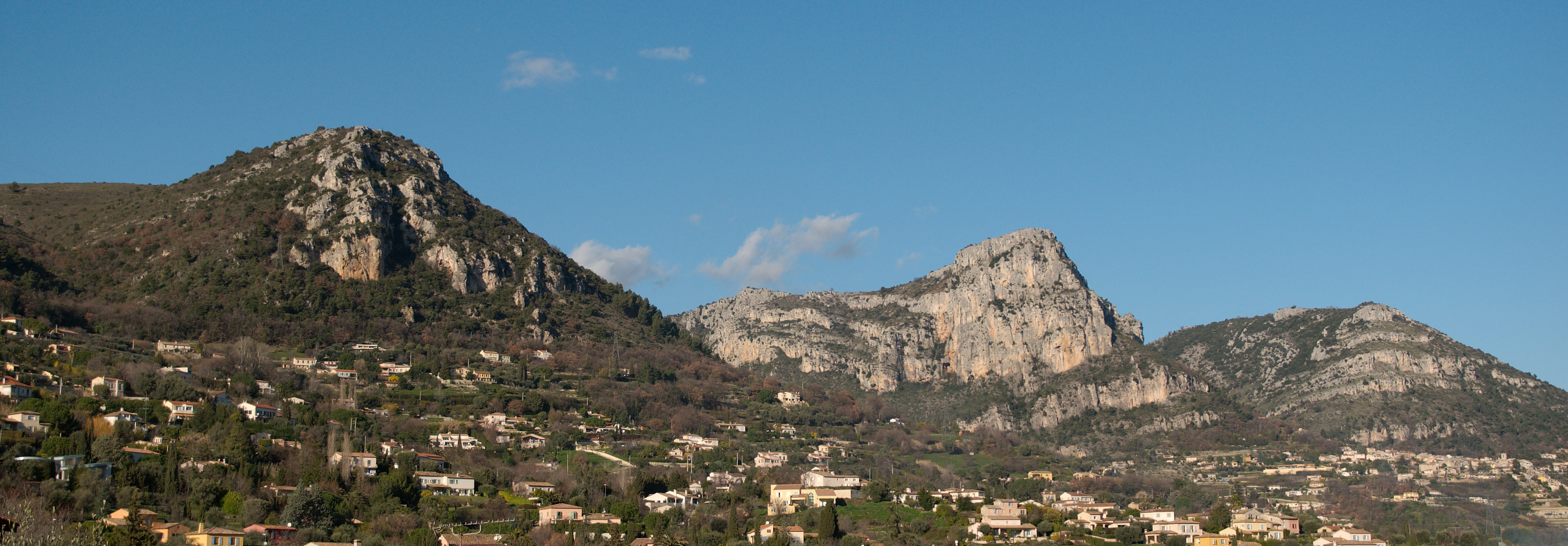
Les « Baous » de Vence dont la peinture non figurative de René Sintès s'inspire en 1958.

René Sintès participe à plusieurs expositions de jeunes peintres entre 1952 et 1957. En janvier 1958, il obtient le prix Comte-Tinchant décerné aux peintres de moins de trente ans pour « un paysage d'arbres dépouillés, un marché rempli de lumière, une belle composition abstraite »,. En avril de la même année, encouragé par Edmond Charlot, il présente 30 peintures à la galerie Comte-Tinchant pour sa première exposition personnelle à Alger. En janvier 1960, il y tient une deuxième exposition particulière de 26 peintures et 20 dessins. Ses œuvres y sont de nouveau présentées en décembre avec celles de son professeur Jean-Aimé-Roger Durand et de Jean de Maisonseul.
En avril 1961, Sintès expose à la galerie Romanet, intégrant le groupe des sept, formé avec Jean-Aimé-Roger Durand, Freddy Tiffou, Jacques Burel, André Cardona, Jean Simian et le sculpteur Henri Chouvet. C'est la dernière grande exposition avant l'indépendance illustrant la mue de l’École d'Alger. Le vernissage ayant eu lieu la veille, l'exposition est ouverte au public le 21 avril 1961, le jour du putsch des généraux,.
En janvier 1962, malgré l'atmosphère de chaos qui règne dans les rues d'Alger à six mois de l'indépendance, Sintès expose une dernière fois 14 peintures et six gouaches à la galerie Romanet. L'histoire voudra que les dates de ses expositions soient marquées par les évènements les plus complexes de la guerre d'Algérie, tels que les Barricades d'Alger en janvier 1960, les journées de décembre 1960, le putsch du 21 avril 1961,.
Peu de temps après la disparition du peintre, Jean de Maisonseul acquiert deux œuvres de Sintès de 1960 pour le musée national des Beaux-Arts d'Alger : Soir, « figurant la Casbah la nuit », et Calme, « exprimant le haut de la Casbah également la nuit ». Rassemblant l'ensemble des collections artistiques de l'Algérie, il assure la réouverture du musée en 1963. C'est dans ce cadre que la salle Ibn Khaldoun à Alger accueille pour les fêtes du 1er novembre l'exposition « Peintres algériens » où le tableau Soir de Sintès est présent en forme d'hommage. Cette première manifestation artistique post-indépendance est préfacée par le poète Jean Sénac.
En avril 1964, lors de l'exposition également intitulée « Peintres algériens » au musée des Arts décoratifs de Paris, les deux tableaux de Sintès du musée national des Beaux-Arts d'Alger ainsi que Petit Matin (1960) sont prêtés dans le cadre des premiers échanges culturels post-indépendance entre la France et l'Algérie.
En mai et juin 1967, le Centre culturel français d'Alger organise une importante rétrospective de René Sintès (35 œuvres dont 21 peintures) et de Sauveur Galliéro, mort en 1963. L'exposition est présentée par Jean de Maisonseul qui rédige la préface de Sintès dans le catalogue.
En février 2014, le Centre culturel algérien de Paris lui rend hommage dans une exposition rassemblant quarante-six de ses œuvres.

## L'œuvre
Dans la brièveté de son itinéraire, l'évolution que manifeste René Sintès « comme ceux qu'attend la mort au coin de leur jeunesse », marque son œuvre d'une double originalité, par rapport au climat plastique de l'École d'Alger dans lequel elle se développe en ses débuts et dont elle se détache, puis par le paysagisme urbain original qui la caractérise au milieu des cheminements empruntés par les peintres de la non-figuration.
Dès 1950 Sintès peint Alger, son port, ses environs. Dans ses premières toiles, champs verdoyants d'une nature généreuse, arbres et haies sur l'horizon de l'étendue marine (La ferme du Nateau, 1952) un geste souple anime une matière richement colorée, dimension tactile de la peinture à laquelle Sintès demeurera constamment attentif. À distance des clichés pittoresques du premier orientalisme, il commence par s'inscrire dans le courant qui, à travers une nouvelle génération de peintres, anime l'École d'Alger, comme on l'a nommée en peinture comme en littérature. Fermement attachée à la représentation, intégrant les acquis du post-impressionnisme mais intimidée par les audaces du cubisme comme du surréalisme, elle s'était le plus souvent tenue en marge des mutations survenues depuis l'irruption de l'abstraction.
À travers les impulsions d'un graphisme allusif, un glissement s'opère cependant dès 1953 dans la peinture de Sintès, autour des mâts, voiles des bateaux de pêcheurs de Bou Haroun. Marché, dont les couleurs s'effacent, au centre, sous l'irradiation d'un éblouissant contre-jour, Barque jaune ou Fenêtre manifestent en 1957 combien Sintès s'est engagé dans une recomposition volontaire des apparences immédiates. Parmi les surfaces d'argiles bleutées et grises de La Ville ne demeurent en 1958 que de discrètes ponctuations de fenêtres et d'arcades. Les peintures réalisées la même année d'après les Baous calcaires qui surplombent Vence et les paysages de la région ou, en 1959, des Filets de Bou Haroun  font toucher à Sintès une autre approche du visible. Tandis que ses amis lui demeuraient fidèles, il n'a cessé de s'éloigner de la figuration pour rejoindre le présent actif de la création picturale. Mais, précise-t-il, « je pense ne jamais avoir cessé d'exprimer les mêmes thèmes. Simplement, je les ai considérés différemment ».
« Sa jeunesse, sa sensibilité, son inquiétude le rendent solidaire de la grande aventure de l'art abstrait qui se joue dans les années cinquante », analyse Jean de Maisonseul qui rapporte ses paroles : « Je me suis senti plus assuré. La formule antérieure n'était plus suffisante, j'ai déserté la rue, les quais, les paysages et je me suis mis à peindre en atelier. Le motif ne m'imposait plus sa tyrannie du détail. On arrive toujours à cette indispensable transposition du réel sans laquelle on ne parvient jamais au niveau de l'art ». Parmi les peintres d'Algérie, nombreux sont les aînés ou les contemporains de Sintès qui se sont installés à Paris et s'y sont dégagés de la représentation. C'est en revanche en demeurant à Alger que Sintès devient l'un des rares artistes à entrer, sans concessions, dans une pure non-figuration. « De tous les jeunes peintres algérois Sintès est celui qui a poussé le plus loin ses recherches dans la voie du dépouillement et des accords simplement plastiques », observe Marcelle Blanchet, dans son article de janvier 1960 dans L'Écho d'Alger, jugement que reprendra Élisabeth Cazenave,.
Loin de se couper radicalement de l'évocation du monde sensible, il entreprend, en une relation à la réalité d'un autre ordre que celui de la description, d'en construire des images neuves. « À l'encontre de l'abstraction lyrique, de la peinture gestuelle ou de l'informel, ce qui caractérise les recherches de Sintès ce sont, au moyen d'un langage purement plastique, une pénétration du réel et un approfondissement intérieur de ses premières émotions devant la nature », écrit Maisonseul. Parmi les développements contrastés nés de l'explosion des libertés picturales, Sintès se refuse ainsi au seul maniement formaliste, par le constructivisme ou l'abstraction froide, de surfaces strictement géométriques, fermées sur leur présence, comme aux célébrations exclusives des matières ou des élans rythmés de la main. À partir du monde et à travers lui, il visait la peinture : c'est inversement en accommodant plus précisément son regard sur les pouvoirs de son langage qu'il va viser obliquement le monde.

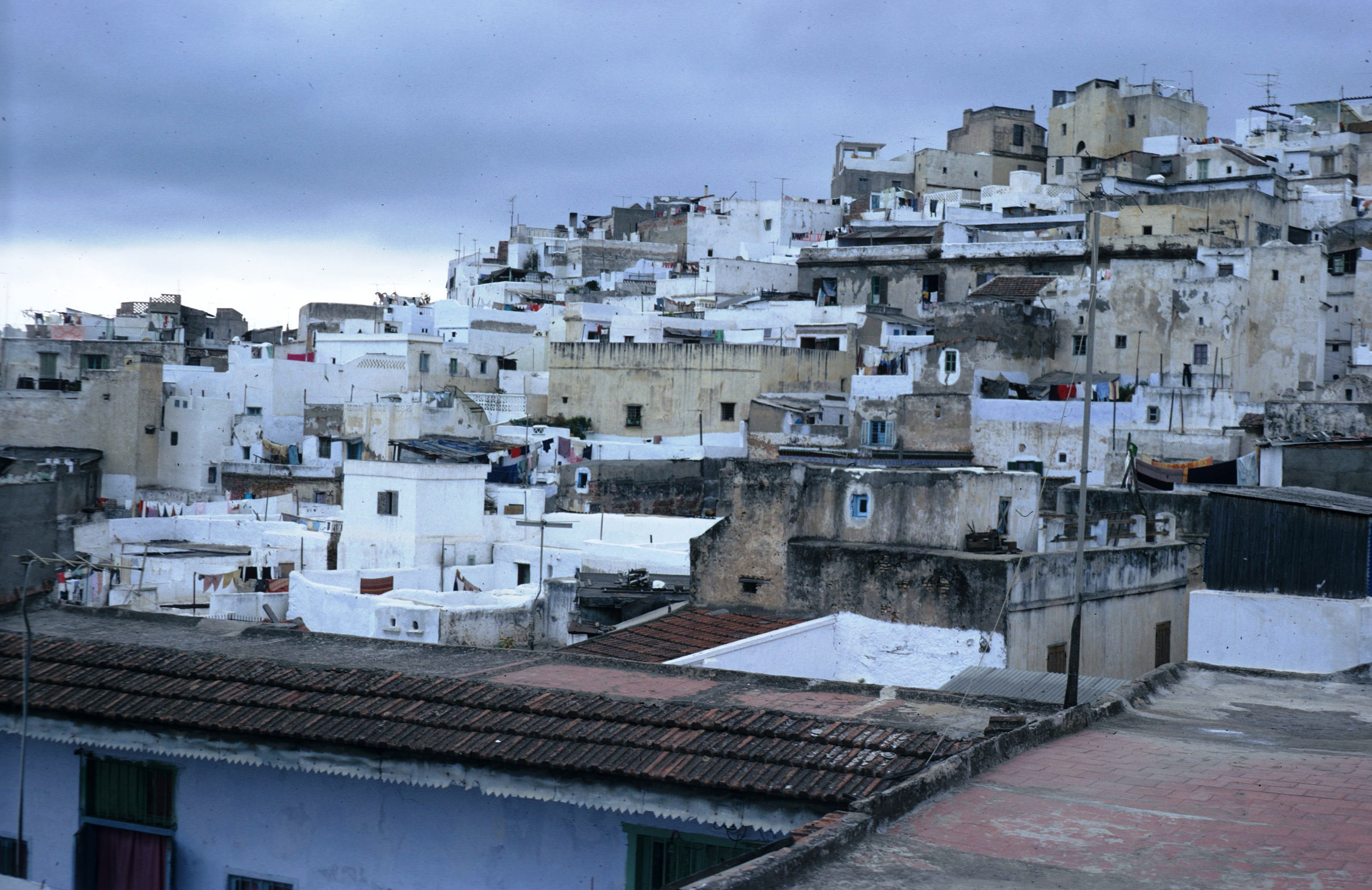
La casbah d'Alger, dont la peinture non figurative de Sintès recrée les visions en 1959 et 1960.

Sa démarche se distingue cependant assez nettement des différents parcours des premiers peintres non figuratifs. Si les graphismes divers qui structurent leurs toiles, sur la fin des années 1950, se sont le plus souvent assouplis, ils demeurent fortement marqués, tandis que Sintès dessine plutôt avec les empâtements et les variations de la couleur. Leur « paysagisme abstrait », d'autre part, évoque principalement les étendues terrestres ou marines du monde élémentaire. C'est au contraire à l'espace de la ville que s'attache dans de nombreuses œuvres Sintès à partir de 1959, alors qu'il habite la rue de la Marine D'où la casbah s'étage de ses fenêtres.
Tout comme précédemment la montagne de Vence, il l'approche en deux moments majeurs, en recrée de biais des visions que marque « l'opposition de deux faces, l'une d'ombre, l'autre de lumière, le soir et le matin, comme si le peintre avait refusé dans l'avidité de sa prise de l'essentiel, les autres heures », analyse Maisonseul. « Dans la pétrissure » des couleurs se lève alors « la trame de la haute-ville dont le front des maisons découpe le ciel nocturne avec la très caractéristique réfraction des lumières sur les façades donnée par l'éclairage axial des rues ». L'obscure clarté qui domine ces peintures, les incandescences qui les traversent, ne seraient-elles pas, simultanément, à l'image de la guerre qui pèse sur la ville, déchire les deux peuples dont l'hérédité et l'héritage se mêlent en lui ? À ces harmonies sourdes répondent les fines buées irisées du Petit matin « où s'échangent allègrement les blancs, les gris et les roses dans la claire observation de la transparence d'un beau jour » ou, à partir de 1961, les nouvelles visions du Port, de sa jetée et de ses Docks qui réduisent l'intensité de leurs couleurs, sous la lumière hivernale, aux gammes les plus nacrées.
De toile en toile Sintès semble guetter la naissance quotidienne de la ville au seuil indécis du jour, les métamorphoses, sur les murs rougeoyants de La Marine, que fait paraître l'effacement de la lumière. La multiplicité des ruelles et escaliers, murs et balcons, compose indistinctement un être unique qui se donne à percevoir en de lentes pulsations comme s'imprégnant de la clarté solaire, l'irradiant à mesure que monte l'obscurité ou réfléchissant, d'autres fois, l'éclat soyeux de la Pleine lune (1960). L'invention non figurative par Sintès de ce paysagisme urbain constitue un aboutissement qui aurait dû être le jalon majeur, à 29 ans, d'un parcours futur qui n'a pas eu lieu. « C'est là, concluait Maisonseul, son apport principal, qu'il a exprimé soit dans la claire lumière, soit, le plus souvent, dans un tragique sans éclats extérieurs, mais ressenti au plus profond de lui-même et lié à ce pays dont il portait en lui le sang et le drame ».

## Expositions
Personnelles
- René Sintès, Alger, galerie Comte-Tinchant, avril 1958.
- René Sintès, Peintures 59, Alger, galerie Comte-Tinchant, du 18 au 30 janvier 1960.
- René Sintès, 20 peintures, Alger, galerie Romanet, du 16 au 31 janvier 1962.
- René Sintès, le peintre du brasier algérois, Paris, Centre culturel algérien, du 12 février au 1er mars 2014 (44 œuvres, présentations de Dominique Sintès et Michel-Georges Bernard).
- René Sintès, Paris, Artcurial, du 9 au 13 mai 2014 (12 œuvres, présentations de Dominique Sintès et Michel-Georges Bernard).

Collectives
- Exposition de jeunes, Alger, galerie Dominique, juin 1953, avec Mesli, Piller, Bouzid, Csarnecki, Benaim, Cardona, Nessler, présentation de Sauveur Galliéro (5 peintures).
- L'expo du petit théâtre et S. Galliéro, Alger, galerie du Nombre d'Or, janvier 1954, avec André Cardona, Mohamed Bouzid, Emilienne Piller, Annie Csarnecki et Diaz J. Ojeda (7 peintures).
- Alger, galerie Comte Tinchant, janvier 1958.
- Le feu, Alger, Worms C.M.C., du 10 au 17 mars 1960.
- Tendances actuelles de la peinture algérienne, Alger, Centre culturel américain, du 11 au 30 mars 1960.
- JAR Durand, Jean de Maisonseul, René Sintès, Peintures, Alger, galerie Comte Tinchant, du 16 au 27 décembre 1960.
- Amour d'Alger, Alger, galerie Romanet, 1961.
- Le Groupe des Sept, Alger, galerie Romanet, du 21 avril au 3 mai 1961.
- Peintres algériens, « Fêtes du 1er novembre », Alger, musée national des Beaux-Arts, salle Ibn Khaldoun, du 31 octobre au 10 novembre 1963.
- Peintres algériens, Paris, musée des Arts décoratifs, du 15 au 30 avril 1964.
- Sauveur Galliéro - René Sintès, Alger, Centre culturel français, du 23 mai au 10 juin 1967.
- Camus et ses amis peintres, Lyon, Centre Berthelot, du 11 au 24 janvier 2014.
- 20e Maghreb des livres, Paris, hôtel de ville, du 8 au 9 février 2014.
- Edmond Charlot, passeur de culture, Pézenas, musée de Vulliod-Saint-Germain, de mai à novembre 2015.

### Catalogues
- Peintres algériens, préface non signée de Jean Sénac, salle Ibn Khaldoun, Fêtes du 1er novembre, Alger, 31 octobre au 10 novembre 1963.
- Peintres algériens, textes d'Edmond Michelet et Mourad Bourboune, musée des Arts décoratifs de Paris, Paris, 15 au 30 avril 1964.
- Sauveur Galliéro - René Sintès, préfaces de Jean Sénac et Jean de Maisonseul, Alger, Centre culturel français, 23 mai au 10 juin 1967.
- Camus et les peintres d'Algérie, une longue amitié 1930-1960, textes de Guy Basset, sous la direction de Florence Khammari, avec la collaboration de Odile Teste  (ISBN 978-2-9549686-0-5).  — Catalogue de l'exposition à Lyon du 11 au 24 janvier 2014, réalisée par Coup de Soleil Rhône-Alpes.

### Dossiers
- « René Sintès », in : « René Sintès - Mouloud Feraoun », Algérie Littérature/Action, no 173-176, Paris, éditions Marsa, septembre-décembre 2013, textes de Michel-Georges Bernard, Dominique Sintès, Jean-Pierre Bénisti, Jean de Maisonseul, Marcelle Blanchet et André-Pierre Merck, pp. 4-60.
- « René Sintès », in : L'IvreEscQ, no 30, novembre-décembre 2013, Alger, pp. 47-60, textes de Dominique Sintès et Michel-Georges Bernard.

### Articles
- A. Seguin, « À René Sintès le prix Comte Tinchant », dans La Dépêche quotidienne, Alger, 19-20 janvier 1958, (photographie de René Sintès avec Edmond Charlot).
- Fernand Arnaudies, « Prix Comte Tinchant », dans La Dépêche quotidienne, Alger, 24 janvier 1958
- Jean Brua, « Lauréats de la jeune peinture : Freddy Tiffou et René Sintès, dans Alger-Revue, Alger, février 1958, p. 53.
- Marcelle Blanchet, « Première exposition de René Sintès », dans L'Écho d'Alger, Alger, 2 avril 1958.
- Christiane Fontvielle, « René Sintès », dans Journal d'Alger, 11 avril 1958.
- Marcelle Blanchet, « Peintures 59 de René Sintès », dans L'Écho d'Alger, Alger, 25 janvier 1960.
- Charles Fondvieille, « René Sintès », Alger, février 1960.
- André Pierre Merck, « René Sintès », dans La Dépêche quotidienne, Alger, 9 février 1960, p. 9.
- Marcelle Blanchet, « Tendances actuelles de la peinture algérienne », dans L'Écho d'Alger, Alger, 16 mars 1960.
- Marcelle Blanchet, « Trois peintres abstraits, Jean de Maisonseul, Jar-Durand et René Sintès », dans L'Écho d'Alger, Alger, décembre 1960.
- O. P., « Première manifestation du Groupe des 7 », dans Le Journal d'Alger, Alger, 3 mai 1961.
- Louis-Eugène Angeli, dans Algéria, Alger, printemps 1961, pp. 63-64.
- Louis-Eugène Angeli, dans Algéria, Alger, printemps 1962, p. 43.
- Dominique Sintès, « René Sintès (1933-1962), Le peintre du brasier algérois », dans Kalila, revue du Centre Culturel Algérien, no 18, janvier-mars 2014, Paris, pp. 6-7.
- « René Sintès, Le peintre assassiné du brasier algérois », dans Le Magazine littéraire, no 543, Paris, mai 2014, p. 15.
- « René Sintès : un artiste oublié d'Alger », dans El Watan, no 7189, Alger, 31 mai 2014, p. 13.

### Articles et ouvrages généraux
- Jean de Maisonseul, Guide du Musée National des Beaux-Arts d'Alger (sans mention du nom de l'auteur), Alger, Ministère de l'éducation nationale, 1970, p. 19.
- Roger Grenier, Album Camus, Collection Bibliothèque de la Pléiade, Paris, Gallimard, 1982.  (ISBN 2-07-011045-1)
- Marcel Pouget, « Les librairies et galeries d'Edmond Charlot », dans Alger au temps des « Vraies richesses », une ville, un libraire, témoignages recueillis par F. J. Temple, Loess, no 13, Saint-Martin-de Cormières (Aveyron), janvier 1984, p. 19.
- Olivier Todd, Albert Camus : une vie, Paris, R. Laffont, 1996.  (ISBN 2070410625)
- Jean Sprecher, À contre-courant, Étudiants libéraux et progressistes à Alger 1954-1962, Éditions Bouchène, 2000.  (ISBN 2-912946-22-0)
- Marion Vidal-Bué, « Une École d'Alger ? », dans Algérie Littérature/Action, no 47-48, Paris, éditions Marsa, janvier-février 2001, p. 150.
- Marion Vidal-Bué, Alger et ses peintres (1830-1960), Paris, Paris-Méditerranée, 2002, p. 280.  (ISBN 2-84272-143-8)
- Jean Sénac, « La peinture algérienne en hélicoptère »  (avril 1963), dans Visages d'Algérie, Écrits sur l'art, textes rassemblés par Hamid Nacer-Khodja, préface de Guy Dugas, Paris, Paris-Méditerranée / Alger, EDIF 2000, 2002, pp. 155 et 158-162, reproduction : Bou Haroun, 1959, p. 154.  (ISBN 2-84272-156-X)
- Élisabeth Cazenave, Les artistes de l'Algérie, Dictionnaires des peintres, sculpteurs, graveurs, 1830-1962, Bernard Giovanangeli-Association Abd el Tif, 2001, p. 410.  (ISBN 2-909034-27-5)
- Le XXe siècle dans l’art algérien, textes de Ramon Tio Bellido, Malika Dorbani Bouabdellah, Dalila Mahammad Orfali et Fatma Zohra Zamoum, Château Borély, Marseille / Orangerie du Sénat, Paris, avril-août 2003, Paris, Aicapress, 2003, pp. 15 et 162.  (ISBN 2950676812).
- Salah Hioun, « Témoignage », dans Pour Jean Sénac, Alger, Rubicube/Centre culturel français d'Alger, 2004, p. 75.
- Jean-Pierre Bénisti, « Les peintres de l’École d'Alger et la Méditerranée », dans Bulletin d'information, Société des études camusiennes, no 82, octobre 2007, pp. 39-40.
- Jean-Pierre Bénisti, « Les peintres de l’École d'Alger », dans La Méditerranée de Audisio à Roy, sous la direction de Guy Dugas, Alger, Mémoire de la Méditerranée, et Houilles, Éditions Manucius, 2008.  (ISBN 978-2-84578-082-8)
- Jean-Pierre Bénisti, « Souvenirs autour de Jean Sénac », dans Spécial Jean Sénac, Algérie Littérature/Action, no 133-136, Paris, Marsa éditions, septembre-décembre 2009.
- Malika Dorbani, « La guerre d'Algérie et les arts plastiques », dans Mohammed Harbi et Benjamin Stora, La Guerre d'Algérie, Paris, Éditions Hachette, 2005 et Pluriel 2008, pp. 772-776.  (ISBN 2012792790)
- Jeannine Verdès-Leroux (dir.), L'Algérie et la France, Paris, Robert Laffont, 2009 [détail de l’édition] p. 549
- Michel-Georges Bernard, « Jean Sénac et les peintres », dans Tombeau pour Jean Sénac, sous la direction de Hamid Nacer-Khodja, Londres, Éditions Aden, 2013, pp. 248-249.
- Florence Khammari, « Alger années 1930, l'œil de Bénisti », dans Qantara, n° 89, Paris, automne 2013, p. 15.
- Bernard Zimmermann, Les résistances pied-noires à l'OAS, Paris, L'Harmattan, 2014, pp. 78-79.
- Olivier Gariguel,  « Albert Camus, Des ratures pour biffer la guerre », dans Le Magazine littéraire, n° 543, Paris, mai 2014, pp. 14-15.
- Hamid Nacer-Khodja, Chapitre Couleurs El Watan, Alger 18 octobre 2014 [44]
- Rencontres avec Edmond Charlot, recueil présenté par Michel Puche, Pézenas, éditions Domens, 2015, p. 26.
- Jean de Maisonseul, « Autour de Edmond Charlot », dans L'IvreEscQ, no 38, février-mars 2015, Alger, p. 25.
- Jean-Pierre Bénisti, « Edmond Charlot et les peintres », dans L'IvreEscQ, no 38, février-mars 2015, Alger, pp. 28, 30 et 31.
- M. P., « Edmond Charlot, un libraire-éditeur méditerranéen », dans « Edmond Charlot, passeur de culture », L'Ami de Pézenas, n° 73, Les Amis de Pézenas, Musée de Vulliod-Saint-Germain, Pézenas, juin 2015, p. 10.
- Guy Basset, « Les cimaises d'Edmond Charlot », dans « Edmond Charlot, passeur de culture », L'Ami de Pézenas, n° 73, Les Amis de Pézenas, Musée de Vulliod-Saint-Germain, Pézenas, juin 2015, p. 15.

## Filmographie
- Philippe Louit, « René Sintès », pour Magazine des Arts, RTF-Alger, 1960.